# Stages
Stages ist ein Kompilationsalbum des britischen Rockmusikers Eric Clapton. Es erschien am 27. Mai 1993 unter den Labels Karussell und Spectrum Records. Das Album beinhaltet Titel aus Claptons früher Solokarriere und seiner Zeit mit Bluesbreakers, Cream, Blind Faith und Derek and the Dominos.

## Rezeption und Verkäufe
Kritiker Stephen Thomas Erlewine der Musikwebsite Allmusic findet die Songauswahl zwar in Ordnung, bezeichnet das Album jedoch als „keine gute Wahl für lockere Fans, die etwas mehr erfahren wollen“. Zusammenfassend notierte er zur Kompilation, dass sie „Mischmasch“, aber dafür nicht schlecht sei. Insgesamt vergab er zweieinhalb von fünf möglichen Bewertungseinheiten für Stages. Im Vereinigten Königreich wurde das Album mit einer Silbernen Schallplatte ausgezeichnet und verkaufte sich mehr als 60.000 Mal.

## Titelliste
| Nr. | Titel                      | Autor(en)                                             | Künstler              | Länge |
| --- | -------------------------- | ----------------------------------------------------- | --------------------- | ----- |
| 1.  | Stepping Out               | James Bracken                                         | Bluesbreakers         | 2:30  |
| 2.  | Ramblin’ on My Mind        | Traditional, arr. John Mayall                         | Bluesbreakers         | 3:07  |
| 3.  | Hideaway                   | Freddie King, Sonny Thompson                          | Bluesbreakers         | 3:16  |
| 4.  | Have You Heard             | John Mayall                                           | Bluesbreakers         | 5:55  |
| 5.  | Outside Woman Blues        | Blind Joe Reynolds, arr. Eric Clapton                 | Cream                 | 2:27  |
| 6.  | Crossroads                 | Robert Johnson, arr. Eric Clapton                     | Cream                 | 4:12  |
| 7.  | They Call It Stormy Monday | T-Bone Walker                                         | Bluesbreakers         | 4:33  |
| 8.  | Well Alright               | Buddy Holly, Jerry Allison, Norman Petty, Joe Mauldin | Blind Faith           | 4:19  |
| 9.  | Bell Bottom Blues          | Eric Clapton                                          | Derek and the Dominos | 5:07  |
| 10. | Blues Power (Live)         | Eric Clapton, Leon Russell                            | Derek and the Dominos | 10:37 |
| 11. | Drifting Blues             | Eddie Williams, Johnny Moore, Charles Brown           | Eric Clapton          | 3:33  |
| 12. | Mean Old Frisco Blues      | Arthur Crudup                                         | Eric Clapton          | 4:25  |